# Kangwon
39°08′51″N 127°26′46″Ø / 39.14750°N 127.44611°Ø
Kangwon (Kangwŏn-do) er en provins i Nordkorea. Før delingen af Korea i 1945 var provinsen en del af regionen Gangwon, der nu er en provins i Sydkorea.

## Historie
Kangwon var en af de otte provinser Korea i løbet af Joseon dynastiet. Provinsen blev grundlagt i 1395, og afledte sit navn fra provinsens daværende vigtigste byer Gangneung (eller Kangnung, 강릉, 江陵) og provinshovedstaden Wonju (eller Wonju, 원주, 原州).
I 1895 blev Kangwon erstattet af de distrikter i Chuncheon (Chuncheon-bu, 춘천부, 春川府) i vest og Gangneung (Gangneung-bu, 강릉부, 江陵府) i øst. Wonju blev en del af Chungju District.
I 1896 var der i Korea tretten provinser, og de to distrikter blev igen sammenlagt til Kangwon-provinsen. Provinshovedstaden blev flyttet til Chuncheon.
I 1945 blev Kangwon-provinsen (sammen med resten af Korea) delt med den 38. breddegrad nord, efter de sovjetiske og amerikanske besættelseszoner i nord og syd. I 1946 blev den nordlige provins udvidet til at omfatte den nordkoreanske del af Gyeonggi provinsen, og området omkring Wonsan i Syd-Hamgyŏng provinsen. Provinshovedstaden i den nordkoreanske del af provinsen blev etableret i Wonsan, da Kangwons traditionelle hovedstæder Wonju og Chuncheon begge var syd for den 38. breddegrad. I 1948, blev provinsen del af den nye Demokratiske Folkerepublik Korea, som et resultat af Koreakrigens våbenhvileaftalen i 1953, samtidig blev grænsen mellem Nord-og Sydkoreas dele af provinsen flyttet nordpå til den militære demarkationslinien.
I 2002 blev Kumgang turistregion skilt ud af provinsen, det blev i stedet til en selvstyret region.

## Geografi
Provonsen ligger i sydøst, grænser til Sydhamgyong i nord, Nordhwanghae og Sydpyongan i vest og Kaesong industriregion og Sydkorea og det Japanske hav i syd.
Provinsen er domineret af Taebaekbjergene, hvor det højeste er Mount Kumgang.

## Økonomi
Fiskeri, frugt, og husdyr er de vigtigste industrier i regionen. Korn er det vigtigste landbrugsprodukt.
I og omkring byen Munch'ŏn arbejder industrien med fremstilling af zink, guld, sølv, kalksten, dolomit, korn og ler. Anthracite produceres også.

## Administrativ inddeling
| Regionen er delt ind i to byer («si») og 15 amter («kun»). - Munch'ŏn-si (문천시; 文川市) - Wŏnsan-si (원산시; 元山市) | - Anpyŏn kun (안변군; 安邊郡) - Ch'angdo kun (창도군; 昌道郡) - Ch'ŏrwŏn kun (철원군; 鐵原郡) - Ch'ŏnnae kun (천내군; 川內郡) - Hoeyang kun (회양군; 淮陽郡) - Ich'ŏn kun (이천군; 伊川郡) - Kimhwa kun (김화군; 金化郡) - Kosan kun (고산군; 高山郡) | - Kosŏng kun (고성군; 固城郡) - Kŭmgang kun (금강군; 金剛郡) - P'an'gyo kun (판교군; 板橋郡) - Pŏptong kun (법동군; 法洞郡) - P'yŏnggang kun (평강군; 平康郡) - Sep'o kun (세포군; 洗浦郡) - T'ongch'ŏn kun (통천군; 通川郡) |

## Eksterne lenker
- engelsk – Kort over Kangwonprovinsen Arkiveret 3. november 2008 hos  Wayback Machine
- koreansk – Detaljeret kort
- koreansk – North Korean Human Geography Arkiveret 27. november 2011 hos  Wayback Machine